# Resurrection Through Carnage
Resurrection Through Carnage – pierwszy album studyjny szwedzkiej deathmetalowej grupy Bloodbath, który ukazał się 25 listopada 2002 roku nakładem Century Media. 
Album Resurrection Through Carnage został nagrany między lutym a majem 2002 roku i wyprodukowany przez Dana Swanö. Opracowanie graficzne wykonał Travis Smith, który zaprojektował także okładki m.in. dla zespołu Opeth (np. Still Life, Ghost Reveries).

## Lista utworów
Muzyka i słowa: Bloodbath
| Nr  | Tytuł utworu         | Długość |
| --- | -------------------- | ------- |
| 1.  | „Ways to the Grave”  | 4:09    |
| 2.  | „So You Die”         | 3:19    |
| 3.  | „Mass Strangulation” | 3:32    |
| 4.  | „Death Delirium”     | 5:06    |
| 5.  | „Buried by the Dead” | 3:14    |
| 6.  | „The Soulcollector”  | 3:38    |
| 7.  | „Bathe in Blood”     | 4:12    |
| 8.  | „Trail of Insects”   | 4:36    |
| 9.  | „Like Fire”          | 4:35    |
| 10. | „Cry My Name”        | 4:41    |
|     |                      | 41:02   |

## Twórcy
- Mikael Åkerfeldt – śpiew
- Anders Nyström – gitara, wokal wspierający
- Dan Swanö – perkusja, wokal wspierający
- Jonas Renkse – gitara basowa, wokal wspierający

## Wydania
Tabelę opracowano na podstawie materiału źródłowego.
| Rok wydania | Format | Numer katalogowy | Wytwórnia     | Region            | Uwagi |
| ----------- | ------ | ---------------- | ------------- | ----------------- | --- |
| 2002        | LP     | 77455-1          | Century Media | Europa            | Limitowana edycja ręcznie numerowanych 500 egzemplarzy; czerwony winyl.                                   |
| 2002        | LP     | 22002-1P         | Century Media | Europa            | Limitowana edycja ręcznie numerowanych 500 egzemplarzy; picture disc.                                     |
| 2002        | CD     | 77455-2          | Century Media | Europa            | – |
| 2002        | CD     | 8155-2           | Century Media | Stany Zjednoczone | – |
| 2002        | CD     | CMBLOOD-2        | Century Media | Australia         | Wydanie z nową okładką, zawierające Resurrection Through Carnage oraz dodatkowo minialbum Breeding Death. |
| 2008        | CD     | 9978372          | Century Media | Europa            | Limitowana edycja z czarnym CD.                                                                           |